# Français saint-pierrais
Le français saint-pierrais ou français de Saint-Pierre,, ou plus généralement, français de Saint-Pierre-et-Miquelon, est une variété de la langue française. Il est parlé dans la collectivité territoriale de Saint-Pierre-et-Miquelon.   
Bien que le territoire soit situé en Amérique du Nord, le français saint-pierrais se distingue nettement du français québécois, du français acadien ou de celui des autres régions francophones du Canada (français canadien) et plus largement du continent nord-américain (français d'Amérique). Il est fortement marqué par les origines de sa population, issue principalement du Pays basque, de Normandie et de Bretagne, selon le linguiste québécois Jacques Leclerc. Il se différencie peu du français de Paris, mais conserve des « particularités locales », dont un vocabulaire d'origine maritime,. L'auteur français et professeur à l'université de New York Eugène Nicole, né à Saint-Pierre-et-Miquelon, distingue quant à lui un français de Miquelon qui a conservé « des traits acadiens », d'un français de Saint-Pierre dont l'accent a parfois été « rapproché de celui de Granville ».  

## Histoire

### Influences
Le français saint-pierrais a reçu un apport important du français parlé dans les régions de l'ouest de la France, telles que la Normandie, la Bretagne, du Pays basque, mais aussi du Poitou. L'influence du français acadien est en revanche moins importante, « bien que notable (...) notamment à Miquelon » selon la linguiste saint-pierraise Andrée Olano – Miquelon, où les Acadiens s'y étaient principalement regroupés, alors originaires de Beaubassin ou Beauséjour, au Nouveau-Brunswick,. Enfin, le français québécois aurait influencé le français de Saint-Pierre-et-Miquelon, notamment concernant les termes du climat et de la flore tels que barachois, bleuet ou encore platebière (plaquebière en français québécois). Selon le Centre de la francophonie des Amériques du gouvernement du Québec, les Saint-Pierrais et les Miquelonnais constituent une société francophone « culturellement distincte de la France ». 

## Prononciation
Les sons oi se transforment en oué dans la dernière syllabe sonore des mots, tel que vouèr au lieu de voir, « comme cela s'observe en Normandie » relève l'ingénieur-géologue Edgar Aubert de la Rüe qui a séjourné à plusieurs reprises sur l'archipel.
En préface de l'ouvrage Mots et expressions de Saint-Pierre-et-Miquelon publié par l'auteur et historien autodidacte saint-pierrais Marc Dérible en 1993, l'ancien Préfet Bernard Leurquin relevait l'absence « de la moindre trace d'accent » à Saint-Pierre, mais « les phrases, le vocabulaire, le ton et le débit que l'on pourrait entendre à Paris, Caen, Brest ou Bayonne ». Il note a contrario des « mots et expressions » qui se cachent dans le langage parlé, « donnant au vocabulaire de l'archipel un parfum qui lui est personnel ».

## Lexique
| Français saint-pierrais | Signification,                                                         | Origine,                                  |
| ----------------------- | ---------------------------------------------------------------------- | ----------------------------------------- |
| un bleuet               | une myrtille d'Amérique du Nord                                        | Français québécois                        |
| une taouine             | une gifle                                                              | Français québécois                        |
| pas pire                | pas mal                                                                | Français québécois                        |
| un barachois            | une étendue d'eau saumâtre, pourrait venir de "barre à choir"          | Français acadien, basque                  |
| une platebière          | une mûre arctique                                                      | Français québécois (plaquebière)          |
| un Niouf                | un habitant de Terre-Neuve, contraction de Newfoundland                | Marins                                    |
| un maillou (ou mayou)   | un métropolitain, ou "Français de France", pourrait venir de "Malouin" | Marins, français de Bretagne              |
| une puck                | un palet de hockey sur glace                                           | Français québécois                        |
| mignon                  | mon garçon                                                             | Marins                                    |
| tantôt                  | tout à l'heure                                                         | Français québécois, français de Normandie |
| le déjeuner             | le petit-déjeuner                                                      | Français québécois, français de Belgique  |
| le dîner                | le déjeuner (repas du midi)                                            | Français québécois, français de Belgique  |
| le souper               | le dîner (repas du soir)                                               | Français québécois, français de Belgique  |
| embarquer               | entrer (dans une voiture, etc.)                                        | Marins                                    |
| débarquer               | sortir                                                                 | Marins                                    |
| amarrer                 | attacher                                                               | Marins                                    |
| garrocher               | lancer                                                                 | Français acadien                          |
| embarquer dans son lit  | se coucher                                                             | Marins                                    |
| chavirer son champ      | labourer son champ                                                     | Marins                                    |
| débouquer               | sortir à l'improviste                                                  | Marins                                    |
| empoucher               | s'empiffrer                                                            | Marins                                    |
| mouiller                | s'arrêter                                                              | Marins                                    |
| larguer                 | laisser partir                                                         | Marins                                    |
| chiquer                 | consommer, boire                                                       | Marins                                    |
| grâler                  | frire, griller                                                         | Français de l'ouest de la France          |
| chiquer la raquette     | mettre sur la paille                                                   | Marins                                    |
| coup de calaouine       | coup de vent                                                           | Anglais (gale of wind)                    |